# Kirche der Mutter Gottes, der Königin von Polen (Przerzeczyn-Zdrój)

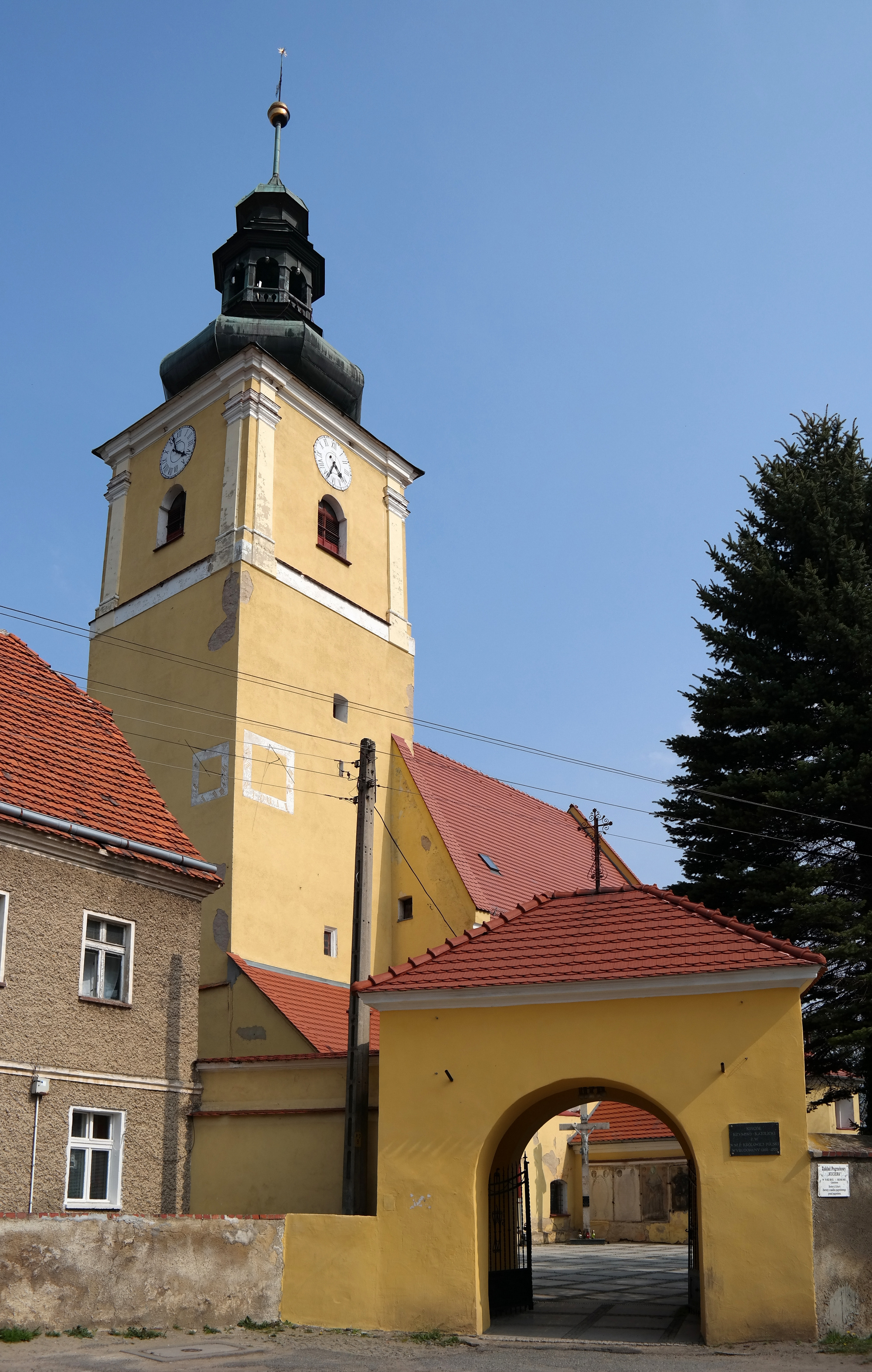
Przerzeczyn-Zdrój, Unsere Liebe Frau von Tschenstochau, Außenansicht

Die römisch-katholische Pfarrkirche der Mutter Gottes, der Königin von Polen auch Unsere Liebe Frau von Tschenstochau (polnisch kościół pom. Matki Bożej Królowej Polski) in Przerzeczyn-Zdrój (deutsch Bad Dirsdorf) geht auf eine Gründung des 13. Jahrhunderts zurück. Der heutige Bau stammt aus der Zeit des 14. bis 18. Jahrhunderts. Bis 1946 diente das Gebäude der deutsch-evangelischen Gemeinde als Pfarrkirche St. Johannes der Täufer. Die 1972 gegründete römisch-katholische Pfarrei gehört zum Dekanat Piława Górna (Ober-Peilau) im Bistum Świdnica (Schweidnitz).

## Geschichte
Wie der Pastor von Dirsdorf Ende des 18. Jahrhunderts in seinen Aufzeichnungen berichtete, war die Kirche in der Zeit des „Papsttums“ zunächst dem heiligen Nikolaus geweiht. Sie soll auf eine Gründung des 13. Jahrhunderts zurückgehen und somit zu den ältesten des Fürstentums Brieg gehören. Im Zehntregister des päpstlichen Nuntius Galhardus von 1335 steht sie als ecclesia in Dirsdorf. Nach Angaben eines Pastors waren in der Kirche noch Dokumente aus dem 14. Jahrhundert vorhanden. Mit Einführung der Reformation in der ersten Hälfte des 16. Jahrhunderts erhielt auch diese Pfarrei das „freie Exerzitium des Luthertums“, bei deren Religion sie ohne Unterbrechung verblieb. Ein Nachfolgebau im gotischen Stil wurde 1535 als Johanniskirche geweiht. An der Außenfassade ist noch heute erkennbar, dass die Kirche in zwei verschiedenen Epochen vergrößert wurde. Nach dem Dreißigjährigen Krieg diente die Kirche den Protestanten aus Peilau, Rosenbach und Dittmannsdorf, die ihre Gotteshäuser an die Katholiken verloren, als Zufluchtskirche.
Im 18. Jahrhundert wurde die Kirche im Barockstil umgebaut und um einen neuen Chor und zwei Seitenkapellen erweitert. Bei Reparaturarbeiten 1773 wurden die Innenwände in weißer und die Außenfassade in roter und weißer Farbe neu gestrichen. Zudem erhielt die Kirche ein neues Flachwerkdach. Die drei alten Glocken wurden 1811 eingeschmolzen und vier neue vierzehn, sieben, vier und zwei Zentner schwere Glocken im Kirchturm aufgehängt. 1846 zweigte sich Peilau von der Parochie ab. 1850 wurde der Kirchturm mit Zink neu gedeckt und die Außenwände in Stand gesetzt. 1854 wurde der Innenraum renoviert. Zur evangelischen Parochie waren Mitte des 19. Jahrhunderts gepfarrt: Ober-Dirsdorf, Nieder-Dirsdorf, Klein-Ellguth, Buschhaus, Kosemitz, Kunsdorf und Neudorf. Im Kreis Reichenbach gastweise: Ober-Peilau, Mittel-Peilau, Schobergrund und Sadebeckshöhe. Bis 1945 stand die Kirche unter dem Patronat der Familie von Pfeil. Friedrich Wilhelm Fabian Karl Graf von Pfeil und Klein-Ellguth (1888–1946), verheiratet mit Elisabeth Maria Cäcilie Isa von Tettenborn (1895–1981), war ihr letzter Patron.
Nach der Vertreibung der deutschen Bevölkerung wurde das Kirchengebäude 1946 zur katholischen Pfarrkirche umfunktioniert. Seit dem 30. Juni 1961 steht das Kirchengebäude im Verzeichnis der Baudenkmäler unter der Nr. A/1689/892. Von 1967 bis 1969 fand eine weitere Restaurierung statt.

## Architektur

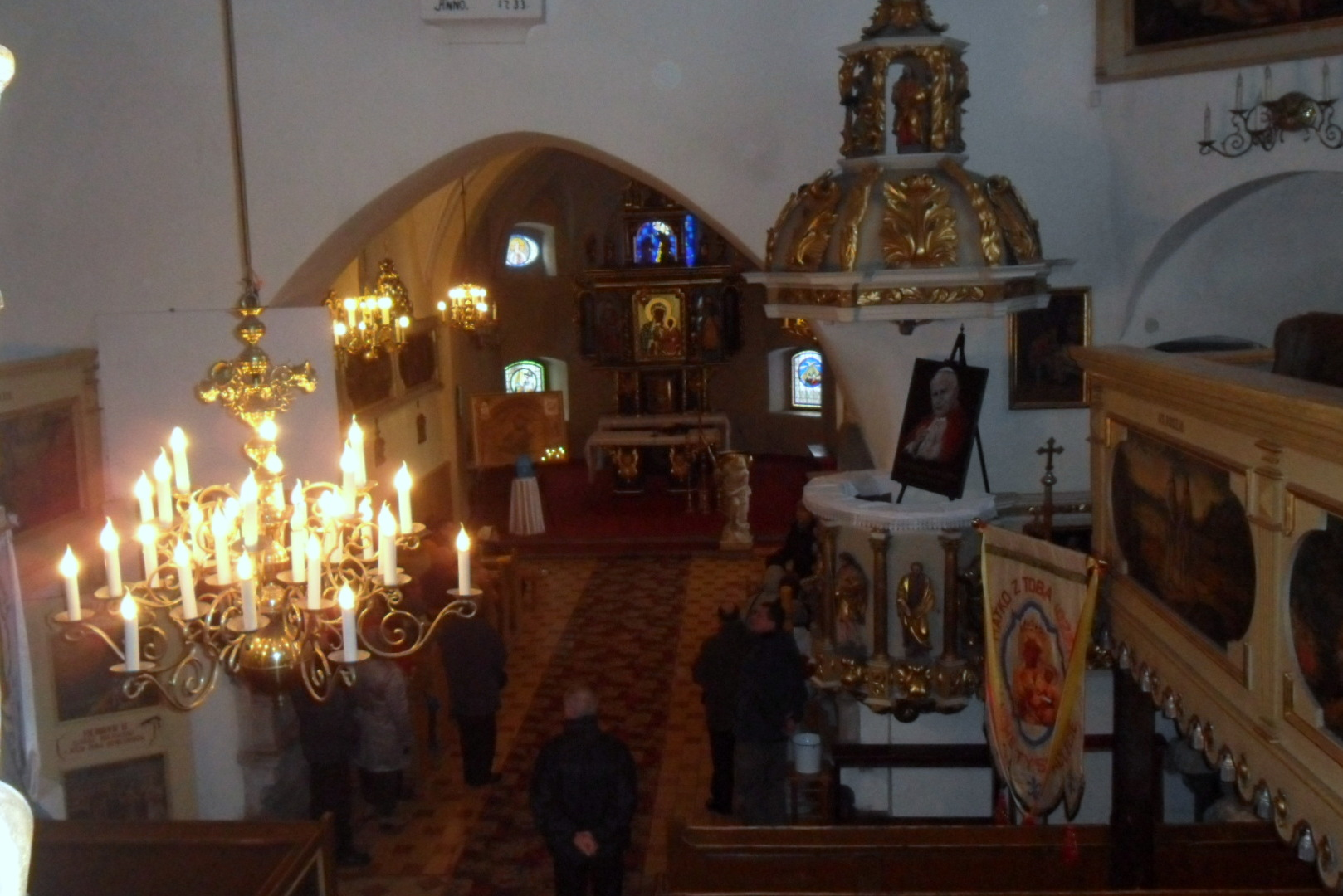
Innenraum

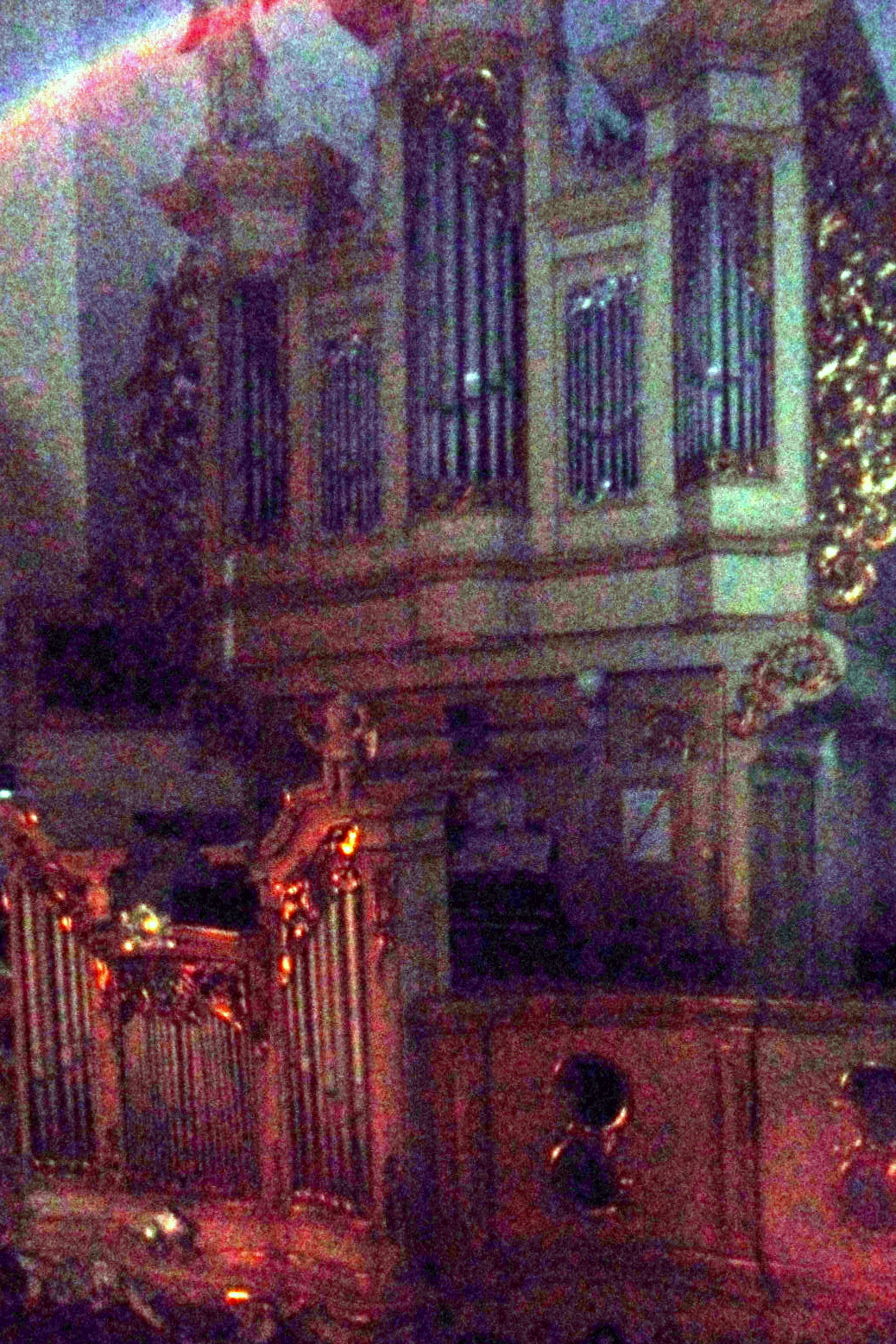
Orgel

Die nach Osten orientierte einschiffige Kirche besitzt einen schmalen dreiseitig geschlossenen Chor. Der Turm an der Westseite wird von einer zwiebelförmigen Kuppel mit Laterne gekrönt. Das Langhaus ist flankiert von zwei Kapellen und einer nördlichen Sakristei.

## Ausstattung
Die Emporen im Innenraum stammen aus dem Jahr 1630. Die Mitte der Empore über dem Eingangsportal schmückt ein bemaltes Pfeil’sches Familienwappen. Der barocke Hauptaltar, die Skulpturen und die Kanzel mit Skulpturen der Evangelisten sind aus der Zeit um 1680. Der Altar war früher traditionell dem hl. Johannes dem Täufer geweiht. Die große barocke Orgel wurde von 1715 bis 1720 gebaut, die kleine Orgel im Rokokostil stammt aus dem Jahr 1770.

## Bestattungen

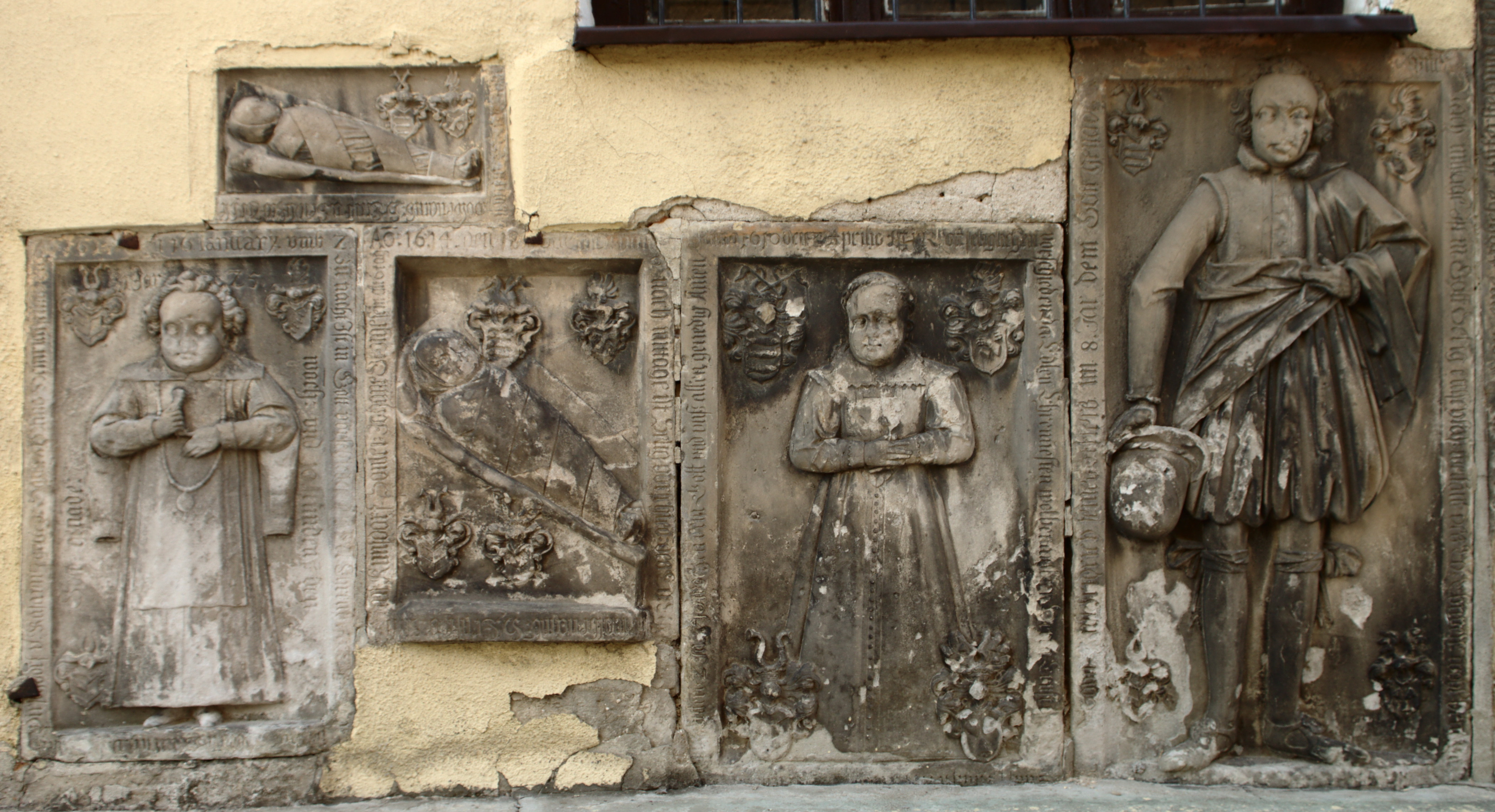
Grabsteine an der Außenwand

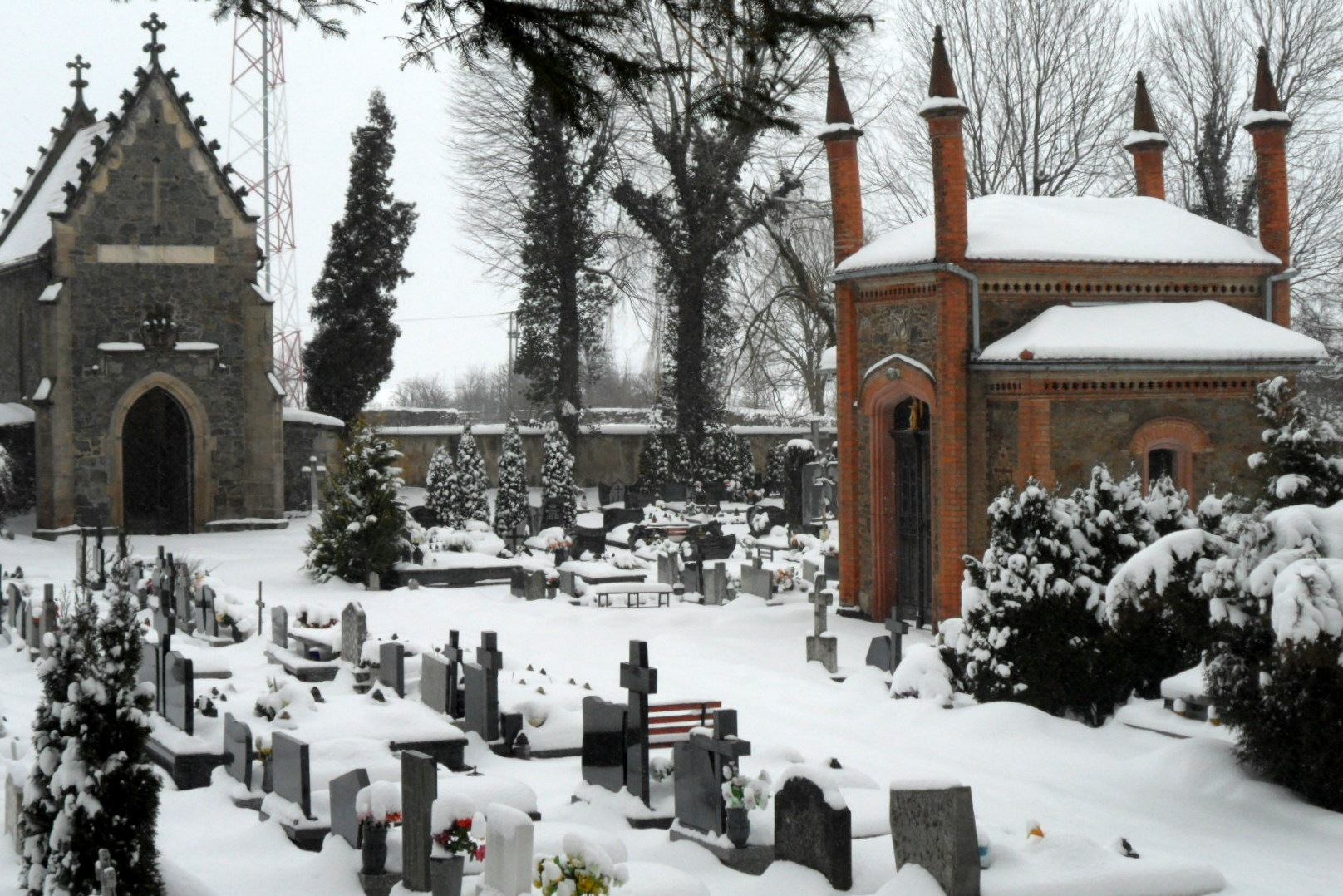
Friedhof mit Grabkapellen

Auf dem Friedhof befindet sich eine 1862 von Friedrich Fabian Graf von Pfeil und Klein-Ellguth (1804–1884) erbaute Familiengruft der Grafen von Pfeil und Klein-Ellguth. Sie ist am Rande des nun von polnischen Gräbern belegten Friedhofes gelegen und durch das im Eingangsbogen befindliche Familienwappen leicht zu erkennen. Unmittelbar daneben befindet sich die Nieder-Dirsdorfer Gruft.
Die Bissing'sche Gruft, die das Pfeil’sche und Bissing’sche Wappen trägt, ist in sehr gutem Zustand erhalten. Sie steht mitten auf dem Friedhofsgelände, wo sie heute als Friedhofskapelle genutzt wird. Sie beherbergte einst die sterblichen Überreste der dritten Tochter von Friedrich Ludwig Karl Graf von Pfeil und Klein-Ellguth (1780–1857), Emma (1814–1883), und ihrem Ehemann Wilhelm Freiherr von Bissing, den sie 1833 heiratete. Das Paar übernahm später das nahe gelegene Klein-Ellguth, das erst etwa einhundert Jahre danach aus Bissing’scher Hand in die Familie zurückkehrte. An den Kirchenaußenwänden befinden sich die Grabsteine folgender Personen:
- Elisabeth von Nimitz, geborene Kitzken von Gaumitz († 1552), Ehefrau des Urban von Nimitz
- Ehepaar aus der Familie von Pfeil († 1558?)
- Anna von Pfeil, geborene Salischin, Ehefrau des Ludwig Pfeil († 1558)
- Urban von Nimitz zu Dirsdorf († 1566)
- Samuel Kitschke zu Neudorf († 1570)
- sechsjähriger Knabe der Familie Niemitz
- Christoph von Niemitz († 1571)
- Heinrich von Niemitz auf Kosemütz († 1573)
- Georg von Niemitz auf Gaumitz († 1576)
- Kind der Familie Seidlitz († 1582)
- George von Brauchitsch auf Neudorf († 1584)
- Paul von Seidlitz auf Kuhnsdorf († 1584)
- Katharina Pfeil († 1587)
- Hans von Pfeil († 1589), Kind Heinrichs von Pfeil
- Heinrich von Pfeil († 1590?)
- Hans von Pfeil († 1591)
- Helena von Pfeilin († 1592)
- Elisabeth Niemitzin († 1593), Ehefrau des Georg von Niemitz auf Gaumitz
- Barbara von Pfeil, geborene Schelia von Schützendorf, Ehefrau des Heinrich von Pfeil
- Jungfrau Anna von Pfeilin († 1599)
- Barbara von Niemitz auf Dirsdorf, geborene Schindel († 1603)
- Barbara von Seidlitz († 1610), Tochter des Ernst von Seidlitz
- Namenloser Sohn des Ernst von Seidlitz († 1614)
- Johann Georg von Seidlitz († 1614), Sohn des Ernst von Seidlitz
- Anna von Seidlitz († 1615), Tochter des Ernst von Seidlitz
- Ernst von Seidlitz († 1616)
- Ernst Friedrich von Seidlitz († 1617), Sohn des Ernst von Seidlitz

## Pastoren
1. 1535–1576 Ezechias Hammer
2. 1576–1578 Johann Pohunk (* Brieg), Magister
3. 1578–1608 Georg Sartorius (* Nimptsch)
4. 1609–1618 Mathias Zimmermann der Jüngere (* Striegau), später Diakon in Münsterberg
5. 1619–1633 Nikolaus Romanus oder Römer (* Glogau; † an der Pest)
6. 1633–1637 Vakanz der Pfarrei Kriegswegen
7. 1637–1639 Valentin Alberti der Jüngere (* Seitendorf), später Pastor in Falkenhain
8. 1639–1650 Georg Bavarus der Jüngere (* Reichenbach), später Pastor von Tepliwoda, Reichau und Siegroth
9. 1650–1661 Hilarius Prache (* Tentschel)
10. 1661–1683 Benjamin Bartsch (* Seifershau)
11. 1683–1685 Gottfried Fuchs (* Breslau), Magister, später Archidiakon in Schweidnitz
12. 1685–1691 Gottfried Bleyel (* Rauden)
13. 1692–1711 Jeremias Scholz (* Lissa)
14. 1711–1730 Johann Heinrich Sommer, Magister
15. 1730–1746 Gottfried Konrad (* Lossen)
16. 1746–1764 Johann Christoph Rothe (* Runersdorf)
17. 1765–1783 Wilhelm Christian Struensee (* Puttlitz), Sohn von Christian Gottfried Struensee
18. 1784–1819 Reichard Gottlob Reiber (* Bernstadt)
19. 1819–1847 Carl Sigismund Neumann (* Seifershau)
20. 1847–1888 Martin Neumann (* Peterwitz)
21. 1888–1906 Alfred Krebs
22. 1907–1915 Hermann Buschbeck
23. 1916–1928 Ernst Tiegs
24. 1928–1930 Oskar Kursawe
25. 1931–1934 Bernhard von Plessen
26. 1936–1946 Hans Krause